# Einar Barfod
Einar Barfod Penades (Noruega, 17 de febrero de 1926 - Montevideo, 25 de agosto de 2008) fue un escritor uruguayo de origen noruego.

## Reseña
Barfod fue un escritor, filósofo y periodista de producción oral y escrita. Publicó varios artículos en el semanario Marcha.
En noviembre de 1952 se casó con Anna Natt Och Dag.
Junto a Agustín Courtoisie y Alberto Chá Larrieu fundó la desaparecida Sociedad Uruguaya de Análisis Filosófico (SUAFIL). En 1989 publicó junto a Luis Battistoni el libro "Por un Uruguay posible".
Falleció en Montevideo en el año 2008.